# Clarendon (police de caractères)
Clarendon est une police de caractères de typographie égyptienne (à empattement carré). Elle a été créée par Robert Besley (en) (1794-1876) en 1845 pour la Fann Street Foundry (en).
Son nom vient de Clarendon Press (aujourd’hui Oxford University Press).

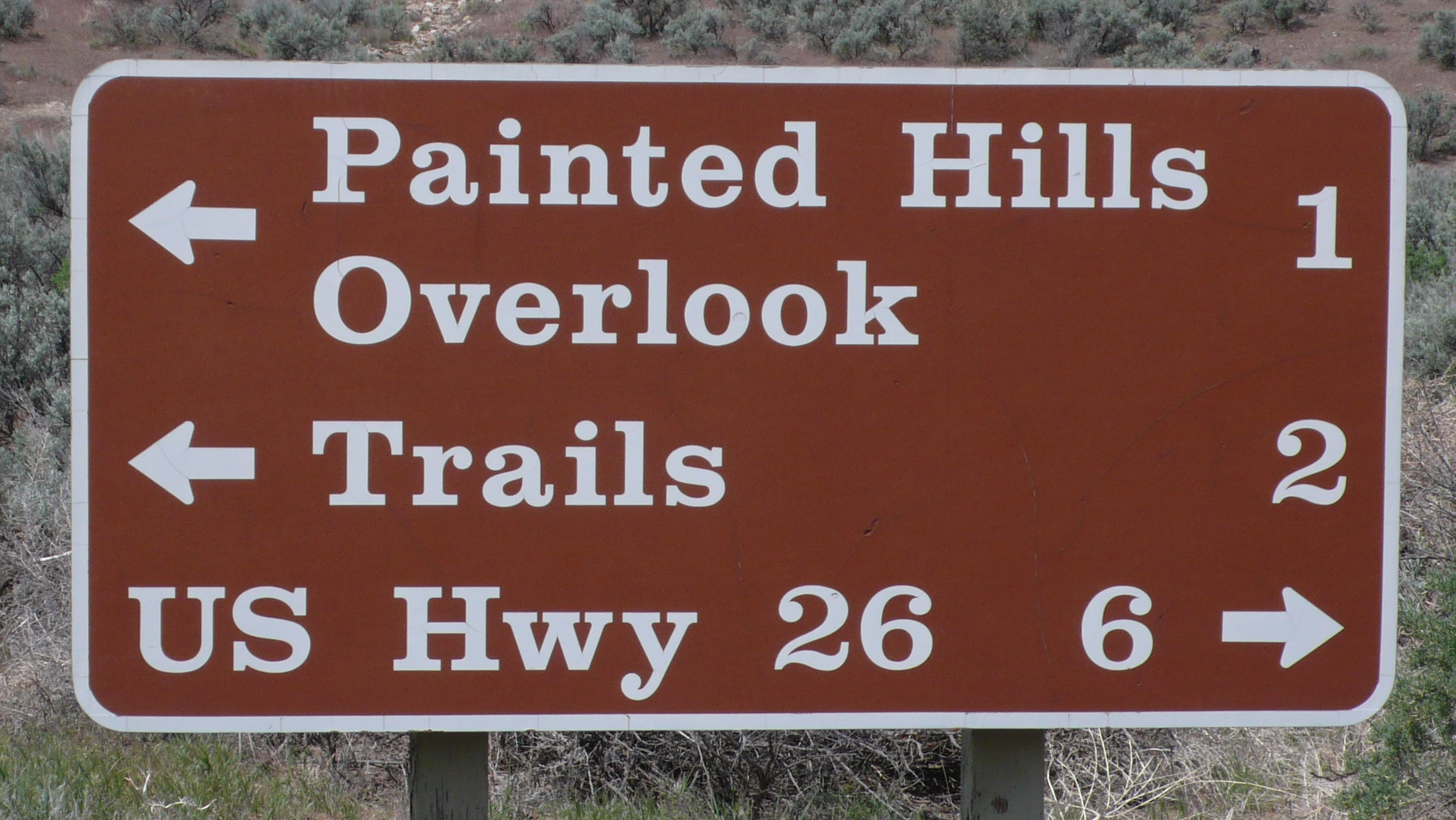
Clarendon Bold sur un panneau de l’US National Parks Service.

Cette police est particulièrement adaptée au titrage et aux manchettes en gras.
Elle évoque aujourd’hui l’univers ouvrier et le monde de la musique d’origine ouvrière, en particulier le jazz et le blues, ayant servi sur de nombreuses pochettes de disque de ces genres musicaux.